# Harilaid (Halbinsel)
Harilaid ist eine Halbinsel (estnisch poolsaar) in der Landgemeinde Saaremaa im Kreis Saare auf der größten estnischen Insel Saaremaa.
Sie hat eine Fläche von etwa 4 km² und ist mit Saaremaa durch eine natürliche, etwa 300 m breite Landenge verbunden. Bis ins 17. Jahrhundert war Harilaid eine vorgelagerte Insel. Auf der Halbinsel befindet sich der Leuchtturm Kiipsaare tuletorn.
Auf der Halbinsel liegen der 64 Hektar große See Laialepa laht und der 4,1 Hektar große See Pihelpuuauk.